# Ride Along 2
Ride Along 2 is een Amerikaanse komische actiefilm uit 2016 van Tim Story. De film vormt het vervolg op Ride Along uit 2014. 

## Verhaal
Nu Ben is afgestudeerd aan de politieacademie wordt hij de vaste partner van zijn toekomstige zwager James. Voor hij kan trouwen met zijn zus Angela worden ze samen naar Miami gestuurd om met de lokale politiediensten drugsbaron Antonio Pope aan te houden. 

## Rolverdeling
| Acteur            | Personage        |
| ----------------- | ---------------- |
| Ice Cube          | James Payton     |
| Kevin Hart        | Ben Barber       |
| Tika Sumpter      | Angela Payton    |
| Benjamin Bratt    | Antonio Pope     |
| Olivia Munn       | Maya             |
| Ken Jeong         | A.J.             |
| Bruce McGill      | luitenant Brooks |
| Glen Powell       | Troy             |
| Utkarsh Ambudkar  | Amir             |
| Sherri Shepherd   | Cori             |
| Arturo Del Puerto | Alonso           |